# Henry Morley
Henry Forster Morley (Londres, 15 de setembro de 1822 — Carisbrooke, Ilha de Wight, 14 de maio de 1894) foi um escritor britânico sobre Literatura inglesa e um dos primeiros docentes seniores em universidades nessa cátedra.

## Vida
Filho de um boticário, nasceu em Hatton Garden, Londres, educado em uma escola moraviana na Alemanha, e no King's College de Londres, e após exercer a medicina e manter escolas em vários lugares, foi para Londres em 1850, e adotou a Literatura como sua profissão.
Morley escreveu para periódicos (incluindo Household Words e All the Year Round por Charles Dickens), e de 1859 a 1864 editou o Examiner.
De 1865 a 1889, foi professor de Literatura inglesa na University College London, onde, entre seus alunos estava Rabindranath Tagore. De 1882 a 1889 foi diretor da University Hall como Arthur Hugh Clough tinha sido uma geração antes. O edifício, no lado oeste da Gordon Square, no coração de Bloomsbury, naquele tempo também abrigava o Manchester New College, e agora é o prédio da Biblioteca Dr. Williams.
Sua biografia foi escrita por Henry Staen Solly, filho do proeminente reformador Henry Solly.

## Obras
Morley foi autor de várias biografias, incluindo Vidas de Bernard Palissy, Cornelius Agrippa, Girolamo Cardano e Clément Marot. Escreveu também introduções para dois livros escritos por John Locke - a edição de 1884 de "Two treatises on civil government", e a edição de 1889 da "Of civil government and toleration".
Seu principal trabalho, no entanto, foi English Writers (10 volumes 1864-1894), chegando até William Shakespeare. Seu First Sketch of English Literature - um estudo para um trabalho mais amplo - alcançou até sua morte a tiragem de 34 000 exemplares.

## Publicações

### Livros

#### Obras Próprias I: Primeiros Escritos
- 1844: The New Phantasus. Part I. Londres: Sherwood, Gilbert, e Piper (Google)
- 1845: The Dream of the Lilybell, Tales and Poems; with Translations of the “Hymn to Night”. From the German of Novalis, and Jean Paul's “Death of an Angel”. Londres: Sherwood, Gilbert, and Piper (Google)
- 1847: A Tract upon Health for Cottage Circulation. Londres: Charles Edmonds (Google)
- 1848: Sunrise in Italy, etc. Reveries. Londres: John Chapman (Google)
- 1850: How to Make Home Unhealty. Reprinted from the “Examiner.” Londres: Chapman & Hall (Google)
  - Wiederabgedruckt in Early Papers and Some Memoirs. Londres 1891 (siehe unten), S. 35 ff.
- 1851 (anônimo): A Defence of Ignorance. By the Author of “How to Make Home Unhealthy.” Londres: Chapman & Hall (Google)
  - Reimpresso em Early Papers and Some Memoirs. Londres 1891, S. 97 ff.

#### Obras Próprias II: Escritos Posteriores
- 1852: Palissy the Potter. The Life of Bernard Palissy, of Saintes, His Labors and Discoveries in Art and Science, with an Outline of his Philosophical Doctrines, and a Translation of Illustrative Selections from his Works. 2 Volumes. Londres: Chapman & Hall
  - Palissy the Potter. The Life of Bernard Palissy, of Saintes. Londres: Cassell, Petter & Galpin 1852
  - Palissy the Potter. The Life of Bernard Palissy, of Saintes. New Edition. Londres, Nova York: Cassell, Petter & Galpin 1852
  - US-amerikanische Ausgabe: Palissy the Potter. The Life of Bernard Palissy, of Saintes, His Labors and Discoveries in Art and Science, with an Outline of his Philosophical Doctrines, and a Translation of Illustrative Selections from his Works. 2 Volumes. Boston: Ticknor, Reed & Fields 1853

- 1854: Jerome Cardan. The Life of Girolamo Cardano, of Milan, Physician. 2 Volumes. Londres: Chapman & Hall

- 1856: Cornelius Agrippa. The Life of Henry Cornelius Agrippa von Nettesheim, Doctor and Knight, Commonly known as a Magician. 2 Volumes. Londres: Chapman & Hall (Google: Volume I – Volume II)
- 1857: Gossip. Reprinted from “Household Words.” Londres: Chapman & Hall (Google)
- 1859: Memoirs of Bartholomew Fair. With Facsimile Drawings, Engraved upon Wood, by the Brothers Dalziel. Londres: Chapman & Hall. Outras edições nos anos seguintes
- 1860: Fables and Fairy Tales. Illustrated by Charles H. Bennett. Londres: Chapman & Hall
  - New and Revised Edition, Londres: George Routledge and Sons 1867 (Google)
- 1861: Oberon's Horn. A Book of Fairy Tales. With Illustrations by Charles H. Bennett. Fourth Edition. Londres, Nova York: Cassell, Petter, Galpin & Co.
- 1866: The Journal of a London Playgoer. From 1851 to 1866. Londres: George Routledge and Sons (Google)
  - Neuauflage, Londres: George Routledge and Sons 1891
- 1870: The Chicken Market and Other Fairy Tales. With Illustrations by Charles H. Bennett. Londres
  - New Edition, Londres: Cassell, Petter & Galpin 1877
- 1871: Clement Marot and Other Studies. 2 Volumes. Londres: Chapman & Hall (Google: Volume I – Volume II)
- 1873: A First Sketch of English Literature. Londres, Paris, Nova York: Cassell, Petter & Galpin (archive). Numerosas outras edições e uma nova edição A Manual of English Literature (1879)
- 1891: Early Papers and Some Memoirs. Londres: George Routledge and Sons (archive)

#### Escritores ingleses(1864–1867)
- Volume 1, Teil 1: Celts and Anglo-Saxons. With an Introductory Sketch of the Four Periods of English Literature. Londres: Chapman & Hall 1864
- Volume 1, Teil 2: From the Conquest to Chaucer. Londres: Chapman & Hall 1866
- Volume 2, Teil 1: From Chaucer to Dunbar. Londres: Chapman & Hall 1867

#### Escritores ingleses: uma tentativa de uma história da literatura inglesa(10 volumes, 1887–1893)
- Volume 1: Introduction. Origins. Old Celtic Literature. Beowulf. Londres, Paris: Cassell & Company 1887
- Volume 2: From Cædmon to the Conquest. Londres, Paris: Cassell & Company 1888
- Volume 3: From the Conquest to Chaucer. Londres, Paris: Cassell & Company 1888
- Volume 4: The Fourteenth Century. In Two Books. Book I. Londres, Paris: Cassell & Company 1889
- Volume 5: The Fourteenth Century. In Two Books. Book II. Londres, Paris: Cassell & Company 1890
- Volume 6: From Chaucer to Caxton. Londres, Paris: Cassell & Company 1890
- Volume 7: From Caxton to Coverdale. Londres, Paris: Cassell & Company 1891
- Volume 8: From Surrey to Spenser. Londres, Paris: Cassell & Company 1892
- Volume 9: Spenser and his Time. Londres, Paris: Cassell & Company 1892
- Volume 10: Shakespeare and his Time; Under Elizabeth. Londres, Paris: Cassell & Company 1893

#### Obras e Antologias Editadas
- The King and the Commons. Cavalier and Puritan Song. Selected and Arranged by Henry Morley. Londres: Sampson Low, Son, and Marston 1868 (archive) (Google)
- The Plays of Richard Brinsley Sheridan. Londres: George Routledge and Sons 1883
- Letters on Demonology and Witchcraft by Sir Walter Scott. Londres: George Routledge and Sons 1884 (archive)
- Mediæval Tales.Londres: George Routledge & Sons n. d. (1884?) (archive)
- Table Talk of Samuel Taylor Coleridge and the Rime of the Ancient Mariner, Christabel, &c. Londres: George Routledge and Sons 1884
- The History of Thomas Ellwood. Written by Himself. Londres: George Routledge and Sons 1885
- Famous Pamphlets. Londres: George Routledge and Sons 1886 (archive)
- Early Prose Romances. Londres: G. Routledge and Sons 1889
- The Earlier Life and the Chief Earlier Works of Daniel Defoe. Londres: George Routledge and Sons 1889
- The Tale of a Tub and Other Works by Jonathan Swift. Londres: George Routledge and Sons 1889
- Gulliver's Travels, Exactly Reprinted from the First Edition, and Other Works by Jonathan Swift. With some Account of Cyrano de Bergerac, and of his Voyages to the Sun and Moon. Londres: George Routledge and Sons 1890
- Jerusalem Delivered. A Poem by Torquato Tasso. Translated by Edward Fairfax. Londres: G. Routledge 1890 (archive)
- Character Writings of the Seventeenth Century. Londres: G. Routledge and Sons 1891
- The Memoirs of Edward Gibbon, Written by Himself, and a Selection from his Letters. Londres: George Routledge and Sons 1891 (archive)
- Roderick, the Last of the Goths. By Robert Southey. Londres: G. Routledge 1891
- The Diary of Samuel Pepys. With selections from his correspondence, and an introduction to each volume. 5 Volumes. Nova York: Cassell Publishing Co. 1900